# Christian Helfer
Christian Helfer (* 8. März 1930 in Plauen; † 18. März 2008 in Saarbrücken) war ein deutscher Rechtssoziologe.

## Leben
Helfers Familie stammte aus Sachsen. Sein Vater, der Landgerichtsdirektor Dr. Alfred Helfer, beide Großväter, ein Onkel und die beiden jüngeren Brüder Hans-Martin und Roland waren Angehörige des Corps Thuringia Leipzig (nicht jedoch der ältere Bruder Klaus, Vater von Joachim Helfer). Christian Helfer besuchte die Deutschritter-Schule in Plauen und machte 1949 sein Abitur in Bad Harzburg. Dass er an der Friedrich-Alexander-Universität Rechtswissenschaft zu studieren begann, hatte den Grund darin, dass das Corps Misnia IV als Traditionsträger des Senioren-Convents zu Leipzig im Dezember 1946 von Leipzig nach Erlangen verlegt hatte. Am 13. Mai 1949 wurde Helfer bei Misnia als Fuchs admittiert. Nach seiner Reception führte er mit anderen Meißnern das Ende 1949 aus Misnia wiedererstandene Corps Lusatia Leipzig fort. Er wechselte an die Rheinische Friedrich-Wilhelms-Universität Bonn und schloss sich im Wintersemester 1950/51 auch dem Corps Rhenania Bonn an.
Nach der ersten juristischen Staatsprüfung absolvierte er den Vorbereitungsdienst in Wolfenbüttel, Braunschweig und Bonn. Mit einer Doktorarbeit zur Kriminalgeschichte wurde er 1956 zum Dr. iur. promoviert. Die Assessorprüfung bestand er 1958 am Oberlandesgericht Düsseldorf. Von Max Webers Schriften fasziniert, wandte er sich der Soziologie zu. Als wissenschaftlicher Assistent arbeitete er ab 1960 an der Hochschule für Arbeit, Politik und Wirtschaft in Rüstersiel und ab 1962 an der Georg-August-Universität Göttingen. Nachdem er Ende 1966 in Göttingen die Lehrbefugnis für Soziologie erhalten hatte, lehrte er bis zum Sommersemester 1968 als Privatdozent.
Die Universität des Saarlandes berief ihn am 2. April 1969 auf den Lehrstuhl für vergleichende Kulturwissenschaft Europas. In Saarbrücken betrieb er die Rekonstitution des väterlichen Corps Thuringia Leipzig. Vollzogen wurde sie auf den Tag genau 100 Jahre nach der Deutschen Reichsgründung, am 18. Januar 1971. Helfer meldete sich aktiv und focht – als Ordinarius – eine Mensur. Seine Erfahrungen verwertete er in dem corpsstudentischen Wörterbuch Kösener Brauch und Sitte. Darin beschrieb er die eigenständige studentische Kultur der Corps im Kösener Senioren-Convents-Verband. 1972–1976 war er stellvertretender Vorsitzender des VAC-Vorstands (Saarbrücken). Als Philipp W. Fabry Saarbrücken verließ, wurde Helfer für ein Jahr sein Nachfolger. Er war Doktorvater von Karsten Bahnson. An der Universität des Saarlandes wurde er 1995 emeritiert. Er starb kurz nach seinem 78. Geburtstag an einer bösartigen Erkrankung. Verheiratet war er seit 1960 mit Leonie von Massow. Der Ehe entstammen zwei Töchter und ein Sohn.
Helfer engagierte sich für die Deutsche Wiedervereinigung, nicht zuletzt unter dem Eindruck der politischen Gefangenschaft seines älteren Bruders Klaus im Zuchthaus Bautzen von 1948 bis 1956. in den 1970er Jahren begann er mit seinen Studenten Leipziger Messen zu besuchen. Er knüpfte Kontakte zur Evangelisch-Lutherischen Landeskirche Sachsens. Nach der Wiedervereinigung setzte er sich für Thuringias Rückkehr nach  Leipzig ein.

## Ehrungen
- Beccaria-Medaille in Silber der Deutschen Kriminologischen Gesellschaft (1965)[4]
- Ehrenmitgliedschaft der Thuringia Leipzig[3]
- Silberschale des Verbandes Alter Corpsstudenten

## Veröffentlichungen (Auswahl)

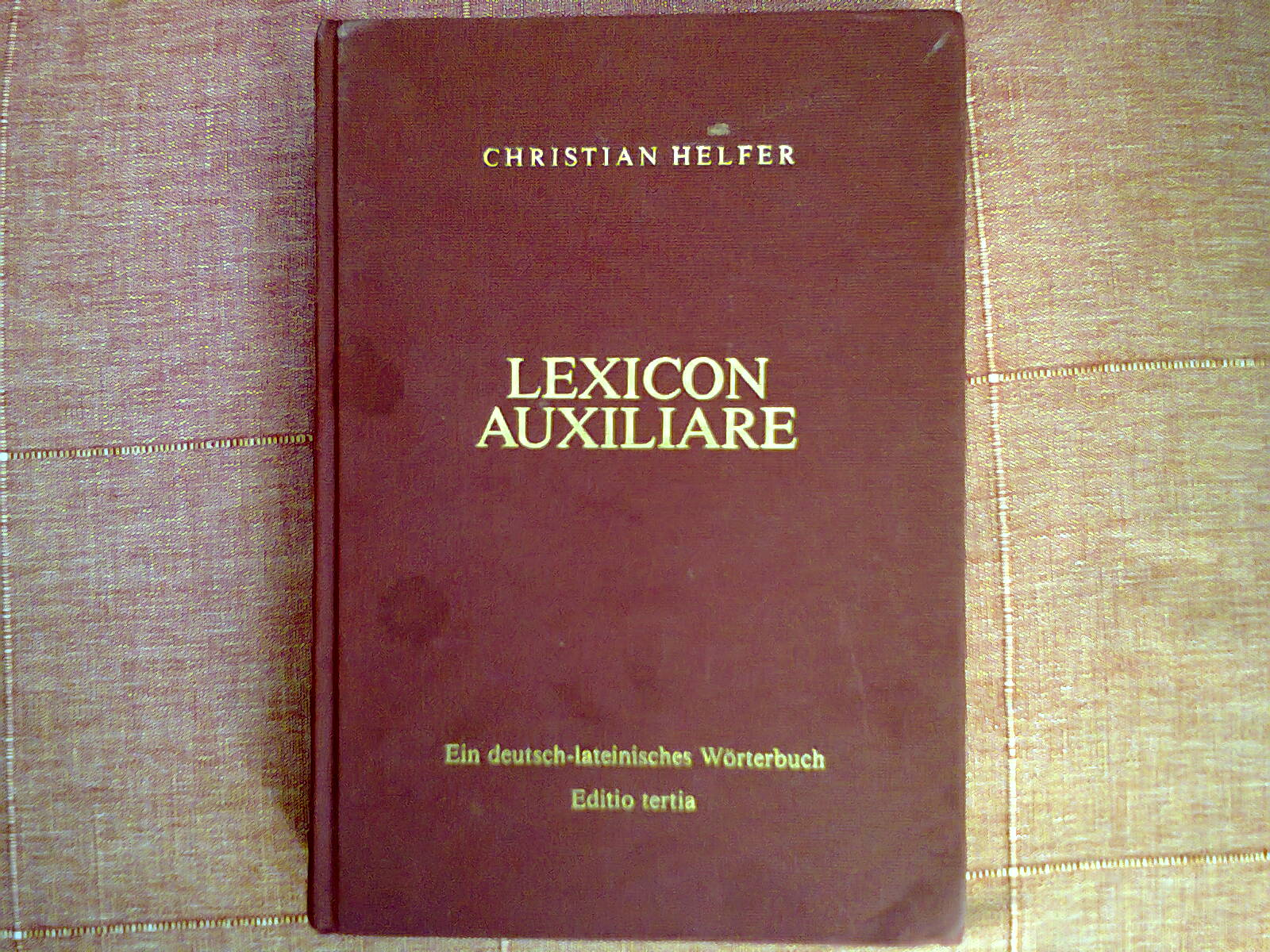
Lexicon auxiliare, 3. Auflage (1991)

Helfer veröffentlichte über 100 Publikationen. Er war Mitherausgeber der Zeitschrift Vox Latina und verfasste das deutsch-lateinische Lexicon auxiliare. Der Crater dictorum ist eine Sammlung lateinischer Sprich- und Schlagwörter, Wahlsprüche und Inschriften aus den letzten fünf Jahrhunderten.
- Zur Topographie mittelalterlicher Strafstätten im Raume Bonn. Dissertation, Bonn 1956.
- als Hrsg. mit Mohammed Rassem: Student und Hochschule im 19. Jahrhundert. Studien und Materialien. Vandenhoeck & Ruprecht, Göttingen/Zürich 1975 (= Studien zum Wandel von Gesellschaft und Bildung im 19. Jahrhundert. Band 12).
- Lexicon auxiliare. 3. Auflage. Saarbrücken 1991, ISBN 3-923587-08-2.
- Crater dictorum. 2. Auflage. Saarbrücken 1995.
- Kösener Brauch und Sitte. 2. Auflage 1991, ISBN 3980147525.

## Nachrufe
- Albert/Bauer/Riemer: In memoriam Professoris doctoris Christiani Helfer. Vox latina, Commentarii periodici quater in anno editi, Tomus 44 (2008), Fasc. 172, Pag. 305.
- [Raimund] Hübinger: Prof. Dr. iur. Christian Helfer Thuringiae Leipzig EM, Lusatiae, Rhenaniae Bonn. Corps Magazin (Deutsche Corpszeitung) 3/2008, S. 45–46.